# Giorgio Marini
Giorgio Marini (Florença, 1836 — Castelo Branco, 8 de julho de 1905), foi um pintor de origem italiana que depois de viajar por diversos países europeus se fixou em Portugal onde produziu uma vasta e diversificada obra pictórica onde predominam os retratos, mas que inclui flores, paisagens e cenas históricas e religiosas.

## Biografia
Nasceu em Florença, filho de Fernando Marini e Teresa Franchezone. Uma sua irmã foi prima-dona numa companhia operática que fez uma tournée por Lisboa e Porto. Estudou na Escola de Belas Artes de Florença.